# Gropius Passagen
Die ab 1994 umgebauten Gropius Passagen im Berliner Ortsteil Gropiusstadt im Süden des Bezirks Neukölln sind mit über 94.000 m² Verkaufsfläche das größte Einkaufszentrum der Stadt sowie eines der größten Einkaufszentren Deutschlands.

## Geschichte
Bereits ab 1969 gab es auf dem Gelände eine Einkaufsmeile mit 40 Läden in Pavillonbauweise. Der erste Bauabschnitt wurde im November 1996 mit 35.000 m² eröffnet, am 4. September 1997 folgte der zweite Bauabschnitt mit 34 Geschäften. Die Gesamteröffnung des Hauses erfolgte am 2. September 1999.
In den Gropius Passagen präsentieren sich rund 140 Geschäfte und Gastronomiebetriebe (Stand: Dezember 2022) sowie ein Multiplex-Kino (seit 30. Oktober 1997). Sie verfügen über einen direkten Zugang zum U-Bahnhof Johannisthaler Chaussee der Linie U7 sowie einen direkten Busanschluss mit fünf Linien. Das Center bietet über 2000 Parkplätze in drei Parkhäusern.
Im November 2011 haben die Anleger des H.F.S. Immobilienfonds Deutschland 11 von WealthCap, dem das Shoppingcenter gehörte, in einer Gesellschafterversammlung dem Verkauf der Gropius Passagen für 341 Millionen Euro an die mfi und an TIAA zugestimmt.

## Umbau
Im November 2018 wurde der Umbau der Gropius Passagen beendet. Das gesamte Objekt wurde modernisiert und hat nach dem Umbau ein anderes Erscheinungsbild. Einige Läden mussten während des Umbaus ausziehen, es sind aber auch neue Geschäfte dazu gekommen.